# Brandon Carnes
Brandon Carnes (Bradenton, 6 de março de 1995) é um velocista norte-americano especialista nos 100 m e 200 m, campeão mundial no revezamento 4x100 metros em Budapeste 2023.